# 本多知恵子
本多 知恵子（ほんだ ちえこ、1963年〈昭和38年〉3月28日 - 2013年〈平成25年〉2月18日）は、日本の声優、女優。
出身地については、思春期を過ごした長野県とされることがあるが、出生から幼稚園までを過ごした東京都とするプロフィールもある。
代表作は『重戦機エルガイム』（ファンネリア・アム）、『昭和アホ草紙あかぬけ一番!』（一の瀬雪華）、『機動戦士ガンダムΖΖ』（エルピー・プル、プルツー）、OVA『冥王計画ゼオライマー』（氷室美久）、『花の魔法使いマリーベル』（マリーベル・フォン・デカッセ）など。

## 生涯
1963年（昭和38年）3月28日に東京都で一人娘として出生。祖父が知恵子と命名した。その後、埼玉県川越市で幼稚園時代と小学生時代を過ごす。両親の離婚により小学5年生から母親の実家である長野県に引っ越し、長野市立若槻小学校へ転校。以後、ピアノの先生である母のもと、母子家庭で育つ。中学時代はテレビアニメ『海のトリトン』や『機動戦士ガンダム』に親しむ生活を送っていたが、その当時は自分で演技がしたいという考えはなく、軟式テニス部を経てコーラス部に所属していた。当時は女子校だった長野市立皐月高等学校（現長野市立長野高等学校）へ進学したが、未熟児として生まれての少女時代は喘息持ちで体が弱かったことや母子家庭であることから、志望していたジャーナリストへの進路を反対され、目標を見失って登校拒否になった。これを心配した同級生に誘われ、3年生の文化祭で参加したミュージカル『11ぴきのねこ』のにゃん蔵を演じてアドリブが受けた快感から、これをきっかけに俳優を志すようになる。さらに『あしたのジョー』の再放送で声優という職業を意識し出すようになったうえ、当時は深夜ラジオが流行していたことからラジオのDJをも目指し、高校を卒業した1981年にテアトル・エコー付属養成所と俳協付属養成所を受験した結果、俳協付属養成所に11期生として合格する。長野県から上京し、サッポロライオンに就職して銀座のビヤホールにウェイトレスとして勤務し、夜には養成所で演技の勉強をするという日々を送る。養成所同期生には室井深雪などがいた。
養成所では半年に1度の進級試験を経て、卒業公演では主役を演じて予想もしなかったダークホースが出現したとその演技が審査会で話題になり、1983年3月に東京俳優生活協同組合（俳協）の正式所属となる。同時にマネージャーの薦めで4月に受けたテレビアニメ『プラレス3四郎』のオーディションに合格し、1983年6月に素形真知子役でデビューを果たした。
1984年には、テレビアニメ『重戦機エルガイム』でヒロインの1人ファンネリア・アム役に起用される。アムがアニメ雑誌の人気投票で票を集めたことで、自身もアニメファンから存在が認知されるようになった。さらに、1986年の『機動戦士ガンダムΖΖ』で演じたエルピー・プルがアニメグランプリの女性キャラクター部門や日本アニメ大賞のファン大賞女性キャラクター部門を受賞するなどの高い人気を得たため、人気声優の一員となった。1986年にはOVA『エルフ・17』で主役を演じた。
デビュー当初は俳協養成所講師だった演出家の手塚敏夫が主宰する劇団「-劇舎(SHIBAIYA)-燐」にも在籍し、声優業と並行して舞台女優としても活動していた。しかし、稽古に出られない役者には役を与えないとの劇団の運営方針からどちらも中途半端となり、公演の音響を手伝うなど裏方として舞台との関わりを保とうとしたが、最終的に両立の難しさから、1985年のステップ公演「うちゅうじん」を最後に舞台活動を断念し、以後は声優としての活動を中心とした。
1986年から1988年にかけては、テレビアニメ『昭和アホ草紙あかぬけ一番!』（1985年）で共演した井上和彦、小杉十郎太、荒川美奈子の4人でCHOKI!!（ちょき）というグループを結成し、ライブハウスでコントと歌のライブ活動を行った。
1987年4月からはFM東京系のラジオ『気分はハートビート』で宮原学や出口雅之とともにパーソナリティを務め、ラジオのDJをしたいという当初の夢を叶えた。
その後、自分から行動できるように成長したいと、1988年もしくは1989年に俳協を離れ、フリーとなる。
役柄としては明るい役が多く可愛い女の子の役を得意としてきたが、1989年開始の『魔法使いサリー』ではカブ役を務め、レギュラーとしては初めて男の子役を演じた。1991年のPCエンジン用シミュレーションRPG『レディファントム』のジェニファー・シルキス役でゲームでは初の主演、同年4月には『キテレツ大百科』の野々花みよ子（みよちゃん）役を荘真由美から引き継ぎ、1996年6月末まで6年間に渡って演じたことで代表作となった。声質が荘と似ていたため、アニメ版『キテレツ大百科』の大ファンを自負していた原作者・藤子・F・不二雄も、声優が本多に変わっても「全く気付かなかった」と発言している。さらに5月には養成所時代の本多をモデルにした物語がアニメ化され、本多本人が演じるOVAを収録した『VOICE ARTIST BOXコレクション 本多知恵子』がリリースされた。
翌1992年2月放映開始の『花の魔法使いマリーベル』のマリーベル・フォン・デカッセ役で、テレビアニメでは初の主役を演じ、劇場版では主題歌の歌唱も担当した。
1998年にデビュー15周年を迎え、同じくデビュー15周年の川村万梨阿と15周年を記念したライブ「MARIA&CHIEKO ANIMATION HIT PARADE」を開催。
20年近くフリーで活動していたが、2008年2月からはマック・ミックに在籍し、2009年1月より3月末まで13回にわたって『みっくすぱれーど?-a’la carte For you -』で自身初のインターネットラジオのパーソナリティを務めた。デビュー25周年の2009年には、再び川村万梨阿と「MARIA&CHIEKO ANIMATION HIT PARADE'09 ＜RETURNS＞」を開催した。マック・ミックは2010年5月まで在籍し、6月より再びフリーに。
2009年頃にはデジタルアーツ東京の声優学科講師を務めていた。
2011年8月よりアメーバブログでブログを開始。
2012年11月1日から青二プロダクションに所属した。
2013年2月18日、多発性がんにより死去。49歳没。約1年半前の2011年秋に告知を受けるが、がんが発見された時点で手遅れとなっており、余命宣告を受けていたという。しかし、最後まで仕事を続けたいという本人の意向で、病気のことはごく近い関係者のみに明かし、2013年に入って体調を崩して仕事のペースを落とすまで、普段と変わらず仕事を続けていた。最後の仕事は同年1月末収録のテレビ番組のナレーションだった。本人の希望により、近親者のみでの葬儀・告別式を2月21日に終え、訃報は2月22日夜に所属事務所の公式サイトより発表された。
2017年2月1日放送のTBSのバラエティ番組『水曜日のダウンタウン』にて「1人で最も多くの役柄を演じた声優」として本多の名前と顔写真が、『超くせになりそう』第37話（1994年）で演じたモモコ・プリシラをはじめとする365役の映像やクレジットと共に紹介された。突然の紹介だったこともあり、インターネット上では本多を偲ぶ声が続々と上がった。

## 音楽活動
歌手としての活動もあり、本多知恵子個人として1990年5月に4曲入りミニアルバム「KEEP UP YOUR WAY」をユーメックスよりリリース。1991年にはメルダックから写真集とカセットとOVAがパッケージになった「VOICE ARTIST BOX COLLECTION」でCDアルバムを出した。1996年2月にはエアーズより4曲入り「NAMIX」をリリースした。
出世作となった『機動戦士ガンダムΖΖ』の主題歌「サイレント・ヴォイス」のカバーバージョンや『きまぐれオレンジ☆ロード』など出演作品の企画もののアニメで楽曲を歌ったほか、ユニットとしては、1987年から1990年にかけてOVA『ガルフォース』シリーズに出演したメンバーによるビデオ発売イベントなどの活動を見せた。
OVA『SDガンダムMk-III』のエンディングテーマ「Tokyo Boogie Night」は林原めぐみとのデュエット曲であり、この曲は林原のラジオ番組『林原めぐみのTokyo Boogie Night』の主題歌として林原のソロバージョンという形で使われ続けている。
長い付き合いとなる友人の声優松井菜桜子、川村万梨阿とは、かねて何か活動をしたいと話し合っており、それが1993年にオリジナルビデオ『サイレントメビウス外伝 幕末闇婦始末記』への出演をきっかけにThe Ripple（ざ・りっぷる）を結成して結実。ビデオ主題歌でデビューし、ラジオ、コンサートなどの1年の期間限定活動を行った。シングルとアルバムをそれぞれ1枚ずつリリースした。
演奏できる楽器はエレクトーンとギターで、歌のみならず作詞と作曲を手掛けている曲もある。

## 人物像
芸能人の物真似も披露する明るい性格。業界でも美人と評判だった。『重戦機エルガイム』に出演していた頃は、総監督の富野由悠季に尻を触られるため、撃退法を井上瑤に相談したこともあったという。
身長が144cm。『重戦機エルガイム』で初めて対面した川村万梨阿からは子役と勘違いされたり、背の低さのためスタジオでは本多のために、ほかの声優たちとは別に1本のマイクが用意されることもあったという。また、時代劇の『サイレントメビウス外伝 幕末闇婦始末記』のときは小柄なためにセッシュという台が使われた。デビュー時には龍田直樹から「マイクのほうが合わしてくれる役者になれ」と言われて助かったという。
1988年に運転免許を取得し、シルバーメタリックの日産・シルビアを購入。趣味はドライブ。小柄なため、車を運転していても対向車から本多の姿が見えず、無人運転のナイト2000のようということで、仲間内では「ナイトライダー知恵子」と呼ばれた。シルビアには厚めの座布団を敷いて運転。本当はシルビアではなく、フェアレディZの当時の新型が欲しかったが、自分には大きすぎて諦めたともいう。「声優界の一寸法師・親指姫」と自虐ギャグに使うこともしばしばあった。また声優の三ツ矢雄二からは手乗り声優とも言われた。
その他の趣味は、読書、スウェーデン語、パソコン、コンピュータゲーム、中期国債ファンド、ギター、ピアノ。スポーツでは卓球とスキー。特技は振り付けで、CHOKI!!やThe Rippleのイベントで振り付けをしたり、ビデオアニメでアニメキャラクターへの振り付けを担当したこともある。友人の富沢美智恵とのデュエット曲でも振りを考えたという。得意な料理は関西風煮込みうどんとおでん。
養成所時代から遅刻の常習犯で、友人の松井菜桜子や川村万梨阿とともに遅刻をネタにしたり、松井菜桜子がエッセイで自分をK嬢こと川村万梨阿とC様こと本多知恵子ともに遅刻の三大女王だとネタにしていた。
仕事でインタビューしてから田原俊彦のファンで夢はいつか共演することだった。少年隊のファンだとも公言していた。持ち歌の「KEEP UP YOUR WAY」は、もともと少年隊がコンサートで歌っていた曲で、それを許可を得て歌詞を変更したもの。その後はSMAPのファンにもなり、毎年のようにコンサートに行っていた。
猫好きで、愛猫が亡くなったときは葬式をして位牌も大事にしていた。その後、都合で飼えなくなった猫は鈴置洋孝に預かってもらったが、再び猫が飼えるよう願っていた。晩年も雌猫と暮らしていたという。
苗字や名前を「本田」「智恵子」「千恵子」とよく間違えられる。中でも『江戸っ子ボーイ がってん太助』では最後まで「本多智恵子」とクレジットされた。他にも『それいけ!アンパンマン』で、1991年4月1日放送の回で、雪の天使フルフルを演じていた時は「本多和恵子」とクレジットされた。『声優ROM 沢田愛美』の台本では、本多知恵子の名前の「知」という字がペン字で書きなおされている。『月刊DVDよしもと本物流』では、「ほんだちえこ」とひらがなで表記されている。漫画『ああっ女神さまっ』に「本田智恵子」という同音のキャラクターが登場するが、これは作者の藤島康介が本多のファンであったことから漢字表記は異なるが本多の名前をそのまま引用したものである。その縁で、同作品の企画CD『ああっ女神さまっ 特典王』に収録の「勝手に名前を使わないでね」というタイトルのキャラクターソングを本多が歌唱し、「本田智恵子」が登場するエピソードがアニメ化された際には声も担当した。また宛名に「本多知 恵子」（ほんだち けいこ）と記されたファンレターが届いたことがあり、ファンクラブ向けの書籍では「芸名をつけるとしたら?」という設問に「本多知 恵子」と回答している。

## 後任
本多の没後、役を引き継いだ声優は以下の通り。なお、ゲーム「スーパーロボット大戦シリーズ」におけるエルピー・プルやプルツー、『重戦機エルガイム』のファンネリア・アムなどは、代役を立てずに本多が生前に収録した音声を使用している。
| 後任       | 役名           | 概要作品                  | 後任の初担当作品                                     |
| ---------- | -------------- | ------------------------- | ---------------------------------------------------- |
| 高岡香     | 葉月いずな     | 『地獄先生ぬ〜べ〜』      | 『CR地獄先生ぬ〜べ〜』                               |
| 西村ちなみ | 五十四         | 『Landreaall』            | 単行本第25巻限定版ドラマCD                           |
| 又吉愛     | 柚原春夏       | 『ToHeart2』              | 『ダンジョントラベラーズ2 王立図書館とマモノの封印』 |
| 本多陽子   | エルピー・プル | 『機動戦士ガンダムΖΖ』    | 『ガンダムジオラマフロント』                         |
| 本多陽子   | プルツー       | 『機動戦士ガンダムΖΖ』    | 『ガンダムジオラマフロント』                         |
| 桑谷夏子   | 胡蝶           | 『勇者特急マイトガイン』  | 『スーパーロボット大戦V』                            |
| 荒川美奈子 | つららちゃん   | 『それいけ!アンパンマン』 | 2017年放送回                                         |
| 川澄綾子   | 笹後           | 『夏目友人帳』            | 『夏目友人帳 陸』                                    |
| 川澄綾子   | マゴマジョ     | 『それいけ!アンパンマン』 | 2017年放送回                                         |
| 天宮みや   | 氷室美久       | 『冥王計画ゼオライマー』  | 『機動戦隊アイアンサーガ』                           |
| 行成とあ   | 桂木弥生       | 「EVEシリーズ」           | 『EVE rebirth terror』                               |

## 出演
太字はメインキャラクター。

### テレビアニメ
1983年
- プラレス3四郎（1983年 - 1984年、素形真知子）
- みゆき（巫女）

1984年
- 重戦機エルガイム（1984年 - 1985年、ファンネリア・アム）
- タオタオ絵本館 世界動物ばなし（エル）

1985年
- 昭和アホ草紙あかぬけ一番!（1985年 - 1986年、一の瀬雪華）
- 小公女セーラ（少女〈アンヌ〉）

1986年
- Oh!ファミリー（マリコ）
- がんばれ!キッカーズ（大地歩）
- 機動戦士ガンダムΖΖ（1986年 - 1987年、エルピー・プル、プルツー）
- 青春アニメ全集（笠井良子）
- ドテラマン（ゆかり）
- ドラゴンボール（娘）
- ボスコアドベンチャー（ラビニー、アライグマ）
- マシンロボ クロノスの大逆襲（キナ）
- メイプルタウン物語（マリ、ローラ）

1987年
- きまぐれオレンジ☆ロード（1987年 - 1988年、春日くるみ）
- レディレディ!!（1987年 - 1988年、セーラ・ラッセル）
- 赤い光弾ジリオン（エイミ・ハリソン、オパオパ）
- SLIPPY DANDY（オードリー）
- グリム名作劇場（グレーテル）
- ついでにとんちんかん（部活活子）
- ドリモグだァ!!（サラ）

1988年
- 燃える!お兄さん（国宝雪絵）
- 鉄拳チンミ（ヤン）
- 闘将!!拉麵男（バーバラ）
- ビックリマン（1988年 - 1989年、的助、メガロ魔Λ）
- ひみつのアッコちゃん（1988年版）（竹野月子）
- ミスター味っ子（珉々）

1989年
- 魔法使いサリー（1989年版）（1989年 - 1991年、カブ）
- アイドル伝説えり子（瀬山麻美、北原裕華、ピアニッシモ、鉄柳黒子、冬実 他）
- 獣神ライガー（カミヨ）
- たいむとらぶるトンデケマン!（タニア）
- 天空戦記シュラト（レビ）
- 新グリム名作劇場（魔女）
- 昆虫物語 みなしごハッチ（テル）
- ミラクルジャイアンツ童夢くん（コンパニオノ）

1990年
- 江戸っ子ボーイ がってん太助（1990年 - 1991年、おもん）
- ロビンフッドの大冒険（クレオ）
- まじかる☆タルるートくん（江戸城千鶴）
- NG騎士ラムネ&40（リン、くの一ちゃん）
- キャッ党忍伝てやんでえ（おカラ、オヤジギャル3号）
- アイドル天使ようこそようこ（花梨、鉄柳黒子）
- 魔法のエンジェルスイートミント（セイラ、セーラー、ヴィオレット）
- ピグマリオ（クレアの妹）

1991年
- OH!MYコンブ（タカビーちゃん）
- キテレツ大百科（1991年 - 1996年、野々花みよ子 / みよちゃん〈2代目〉、おみよ〈2代目〉）
- それいけ!アンパンマン（1991年 - 2012年、雪の天使フルフル〈初代〉、つららちゃん〈初代〉、モグちゃん、ワッフルちゃん〈初代〉、マゴマジョ〈初代〉）
- ハイスクールミステリー学園七不思議（1991年 - 1992年、月影明子、土田たかこ、山岡孝美）
- 魔法のプリンセス ミンキーモモ 夢を抱きしめて（リピサ姫、あかね、フローラ、人魚）
- 燃えろ!トップストライカー（カトリーヌ）
- 丸出だめ夫（夢代の少女時代、夢子、アイドルリエちゃん）

1992年
- 宇宙の騎士テッカマンブレード（グロリア）
- サラダ十勇士トマトマン（バタフライ）
- 花の魔法使いマリーベル（1992年 - 1993年、マリーベル）
- ファンタジーアドベンチャー 長靴をはいた猫の冒険（サーラ姫、メルサ、アルドンサ、サブリナ姫、マッチ売りの少女、コンスタンス）
- まぼろしまぼちゃん（椿ちゃん）
- 幽☆遊☆白書（みさこ）

1993年
- ツヨシしっかりしなさい（石田春美）
- 平成イヌ物語バウ（1993年 - 1994年、犬神さやか）
- 勇者特急マイトガイン（内藤ルンナ〈胡蝶〉）

1994年
- 赤ずきんチャチャ（スパイディア、娘〈タヌキA〉、まやちょん先生）
- 美少女戦士セーラームーンS（テルル）
- 白雪姫の伝説（キャシー）
- 超くせになりそう（1994年 - 1995年、モモコプリシラ、ももこぷりしら、363人のモモコ）

1995年
- 愛天使伝説ウェディングピーチ（ノイーズ）
- ナースエンジェルりりかSOS（君塚先生）

1996年
- 快傑ゾロ（ペピータ）
- ガンバリスト! 駿（岬絵莉）
- 機動新世紀ガンダムX（エニル・エル）
- 地獄先生ぬ〜べ〜（1996年 - 1997年、葉月いずな）
- 水色時代（保健の先生）
- るろうに剣心 -明治剣客浪漫譚-（新井梓）

1997年
- 少女革命ウテナ（薫梢）
- 名探偵コナン（1997年 - 2005年、佐山明子、井坂茜、女性アナウンサー、フサエ・キャンベル・木之下〈少女時代〉）
- 烈火の炎（命）

1998年
- アキハバラ電脳組（ブラッドファルコン / 豪徳寺じゅん）
- サイレントメビウス（闇雲那魅）
- SHADOW SKILL -影技-（ファイス）

1999年
- コレクター・ユイ（1999年 - 2000年、佐山まなみ） - 2シリーズ
- ビックリマン2000（満点才如）
- メダロット（紅翼）

2000年
- 無敵王トライゼノン（みっちょん）

2001年
- Cosmic Baton Girl コメットさん☆（2001年 - 2002年、メテオ）
- 神鵰侠侶 コンドルヒーロー（完顔萍）
- Dr.リンにきいてみて!（黒沢アズサ / 闇の巫女）
- PROJECT ARMS（ビイ）

2002年
- 満月をさがして（2002年 - 2003年、めろこ・ユイ）

2003年
- マーメイドメロディ ぴちぴちピッチ（2003年 - 2004年、ユーリ） - 2シリーズ

2004年
- グレネーダー 〜ほほえみの閃士〜（天子、大御堂刹那）
- Get Ride! アムドライバー（マリー・ファスティア）

2005年
- ツバサ・クロニクル（2005年 - 2006年、千歳） - 2シリーズ
- ToHeart2（柚原春夏）

2006年
- ああっ女神さまっ それぞれの翼（本田智恵子）
- ブラック・ジャック（ロミ）
- まじめにふまじめ かいけつゾロリ（姉B）

2007年
- ポケットモンスター ダイヤモンド&パール（ナタネ）

2008年
- 家庭教師ヒットマンREBORN!（アイリス・ヘプバーン）
- ソウルイーター（2008年 - 2009年、マリー・ミョルニル）
- 夏目友人帳（2008年 - 2012年、笹後） - 3シリーズ
- ロザリオとバンパイア CAPU2（黒乃アゲハ）

2009年
- ドラえもん（テレビ朝日版第2期)（2009年 - 2012年、ナース、海野さん、怪しい女、男の子のママ、男子、綺麗な女）
- 毎日かあさん（ちーくんママ）
- ルパン三世VS名探偵コナン（クローク女性）

### 劇場アニメ
1988年
- 機動戦士SDガンダム（エルピープル）
- レディレディ!!（セーラ・ラッセル）
- きまぐれオレンジ☆ロード あの日にかえりたい（春日くるみ）

1989年
- 機動戦士SDガンダム 逆襲嵐を呼ぶ学園祭（剃り込みハロ）
- きまぐれオレンジ☆ロード もぎたてスペシャル（春日くるみ）

1990年
- 本気!（本城久美子）
- 魔法使いサリー（カブ）

1991年
- サイレントメビウス（闇雲那魅）
- まじかる☆タルるートくん（江戸城千鶴）

1992年
- サイレントメビウス2（闇雲那魅）
- トトイ（フランチェスカ）

1994年
- 平成イヌ物語バウ（犬神さやか）

1996年
- 新きまぐれオレンジ☆ロード そして、あの夏のはじまり（春日くるみ）

1999年
- 少女革命ウテナ アドゥレセンス黙示録（薫梢）
- アキハバラ電脳組 2011年の夏休み（豪徳寺じゅん）

2003年
- こちら葛飾区亀有公園前派出所 THE MOVIE2 UFO襲来! トルネード大作戦!!（キャシー）

2010年
- 名探偵コナン 天空の難破船（太田千秋）

### OVA
1985年
- GREED（イノセントA）

1987年
- エルフ・17（ルウ）
- ガルフォース2 DESTRUCTION（アミィ）
- 真魔神伝 バトルロイヤルハイスクール（小山恵）
- デッドヒート（カオリ）

1988年
- ガルフォース3 STARDUST WAR（アミィ）
- テンリトルガルフォース（アミィ）
- 冥王計画ゼオライマー（氷室美久）
- 竜世紀（ルリシア）
- ワット・ポーとぼくらのお話（ブリン）

1989年
- ガルフォース地球章1（ミティ）
- 機動戦士SDガンダム（エルピー・プル）
- きまぐれオレンジ☆ロード（1989年 - 1991年、春日くるみ） - 3シリーズ8作品
- 強殖装甲ガイバー（多賀なつき）
- 風魔の小次郎（1989年 - 1990年、絵里奈） - 2作品
- 燃える!お兄さん（国宝雪絵）
- ライディングビーン（チェルシー）
- レアガルフォース（ミティ）

1990年
- イース（1990年 - 1991年、レア）
- 1+2=パラダイス（中村梨花）
- ガルフォース地球章2（ミティ）
- ガルフォース地球章3（ミティ）
- 校内写生（高沢響子）
- THE八犬伝（大塚浜路）
- 聖ミカエラ学園漂流記（娘）
- 花のあすか組!2 ロンリーキャッツ・バトルロイヤル（月影否樹）
- 魔物ハンター妖子（小川千賀子）
- ミノタウロスの皿（ミノア）
- 八神くんの家庭の事情（八神野美）

1991年
- JINGI 仁義（愛子）
- 超人ロック 新世界戦隊（ニア、エレナ）
- 星くずパラダイス（美浦千里）
- 魍魎戦記MADARA（麒麟）
- 超幕末少年世紀タカマル（タンバ林子）

1992年
- イース 天空の神殿 〜アドル・クリスティンの冒険〜（1992年 - 1993年、レア）
- カーマスートラ 究極のSEXアドベンチャー（辻ゆかり）
- 新・超幕末少年世紀タカマル（1992年 - 1993年、タンバ林子）
- 花の魔法使いマリーベル フェニックスのかぎ（1992年、マリーベル）
- スクランブル・ウォーズ 突走れ!ゲノムトロフィーラリー（ミティ）
- 魔物ハンター妖子2（小川千賀子）

1993年
- 砂の薔薇 雪の黙示録（アイリーン）
- ここはグリーン・ウッド（五十嵐巳夜）
- 魔物ハンター妖子3（小川千賀子）
- 魔物ハンター妖子スーパーミュージッククリップ（小川千賀子）

1994年
- 宇宙の騎士テッカマンブレードII（ナターシャ・パブロチワ / テッカマンベスナー）
- Compiler（プラズマ）
- 魔物ハンター妖子5 光陰覇王の乱（小川千賀子）

1995年
- 赤ずきんチャチャ（1995年 - 1996年、まやちょん先生）
- 下級生 MY PRETTY CLASS STUDENT（冬木つぼみ）
- 魔物ハンター妖子2（小川千賀子）

1996年
- レジェンド・オブ・クリスタニア（フーズィー）

1997年
- 機動戦士ガンダム 第08MS小隊（秘書官）

1999年
- 地獄先生ぬ〜べ〜 史上最大の激戦! 絶鬼来襲!!（葉月いずな）

2003年
- 高橋留美子劇場 人魚の森（雪枝）

2009年
- ToHeart2 adplus（柚原春夏）

2012年
- ToHeart2 ダンジョントラベラーズ（柚原春夏）
- るろうに剣心 -明治剣客浪漫譚- 新京都編（新井梓）

### Webアニメ
- ペンギン娘♥はぁと（2008年、マリアナ[121]）

### ゲーム
2013年以降の出演作は生前の収録音声を使用したライブラリー出演。
1990年
- バスティール（ナレーション）

1991年
- レディファントム（ジェニファー・シルキス）
- ま〜じゃんバニラシンドローム（ネロス、ルンパ、サバーナ、ラウル）
- 雀偵物語2 宇宙探偵ディバン（中将軍）
- カプコンのクイズ殿様の野望（問題の読み上げ）
- サイレントメビウス（闇雲那魅）

1992年
- ファージアスの邪皇帝（アティマ）
- 超時空要塞マクロス 永遠のラヴソング（レトラーデ・エレンディル）
- パステルLime（亜美）

1993年
- 魔物ハンター妖子 魔界からの転校生（小川千賀子、アイミイ）

1994年
- 女神天国（ポップ）
- プリンセス・ミネルバ（エラン・マクニール、ナビ、ノルディカ、教会の尼僧）

1995年
- サイレントメビウス アリス・リデル（闇雲那魅）

1996年
- 第4次スーパーロボット大戦S（ファンネリア・アム、エルピー・プル、プルツー）
- チップちゃんキィーック！（チップ）
- サイレントメビウス アリス・リデル（闇雲那魅）

1997年
- EVE burst error（桂木弥生）
- 銀河お嬢様伝説ユナ3 LIGHTNING ANGEL（天麗院・劉麗）
- ザ・スターボウリング（本多知恵子本人）
- 地獄先生ぬ〜べ〜（葉月いずな）
- スーパーロボット大戦F（ファンネリア・アム）

1998年
- EVE The Lost One（桂木弥生）
- SDガンダム GGENERATION（1998年  - 2025年、エルピー・プル〈第1作 - OVER WORLD〉、プルツー〈第1作 - OVER WORLD〉、エニル・エル） - 13作品
- GUNばれ!ゲーム天国（フランソワーズ山田）
- 銀河お嬢様伝説ユナ FINAL EDITION（天麗院・劉麗）
- 少女革命ウテナ いつか革命される物語（薫梢）
- スーパーロボット大戦F 完結編（ファンネリア・アム、エルピー・プル、プルツー）
- サイレントメビウス CASE TITANIC（闇雲那魅）
- サイレントメビウス 幻影の堕天使（闇雲那魅）

1999年
- スーパーロボット大戦コンプリートボックス（エルピー・プル、プルツー）
- サイコメトラーEIJI（明日真恵美、有川真紀）

2000年
- サンライズ英雄譚R（ファンネリア・アム）
- EVE ZERO（桂木弥生）
- カムライ -神来-（キリハ）
- スーパーロボット大戦α（エルピー・プル、プルツー）
- ブレイブサーガ2（内藤ルンナ）

2001年
- スーパーロボット大戦α外伝（エルピー・プル、プルツー、エニル・エル）

2002年
- 機甲兵団 J-PHOENIX コバルト小隊篇（マコト・フライト、フォルセア・エヴァ）
- スーパーロボット大戦IMPACT（エルピー・プル、プルツー、キナ）
- RAVE 悠久の絆（アンジェラ）

2003年
- SUNRISE WORLD WAR Fromサンライズ英雄譚（プル、アム）
- 第2次スーパーロボット大戦α（エルピー・プル、プルツー）

2004年
- マーメイドメロディーぴちぴちピッチ ぴちぴちっとライブスタート!（ユーリ）
- 機甲兵団 J-PHOENIX2（フォルセア・エヴァ）
- 機動戦士ガンダム ガンダムvs.Ζガンダム（エルピー・プル、プルツー）
- スーパーロボット大戦MX（エルピー・プル、プルツー、氷室美久）
- スーパーロボット大戦GC（ファンネリア・アム、エルピー・プル、プルツー）
- ToHeart2（柚原春夏）

2005年
- Another Century's Episode（ファンネリア・アム）
- 新世紀勇者大戦
- 第3次スーパーロボット大戦α 終焉の銀河へ（エルピー・プル、プルツー）
- ハリー・ポッターと炎のゴブレット（フラー・デラクール）

2006年
- EVE new generation（桂木弥生）
- レッスルエンジェルス サバイバー（小川ひかる、八島静香）

2007年
- ガンダム無双（エルピー・プル、プルツー）
- Another Century’s Episode 2（ファンネリア・アム）

2008年
- ガンダムバトルユニバース（エルピー・プル、プルツー）
- ガンダム無双2（エルピー・プル、プルツー）
- 機動戦士ガンダム ガンダムVS.ガンダム（エルピー・プル）
- スーパーロボット大戦A PORTABLE（エルピー・プル、プルツー）
- スーパーロボット大戦Z（エニル・エル）

2009年
- 機動戦士ガンダム ガンダムVS.ガンダムNEXT（エルピー・プル、プルツー）
- ToHeart2 PORTABLE（柚原春夏）

2010年
- VANQUISH（エレナ・オヴァノワ）
- ガンダムアサルトサヴァイブ（エルピー・プル、プルツー）
- ガンダム無双3（エルピー・プル、プルツー）
- 機動戦士ガンダム エクストリームバーサス（2010年 - 2016年、エルピー・プル、プルツー） - 5作品

2011年
- 機動戦士ガンダム 新ギレンの野望（エルピー・プル、プルツー）
- ToHeart2 ダンジョントラベラーズ（柚原春夏）
- ToHeart2 DX PLUS（柚原春夏）

2012年
- 第2次スーパーロボット大戦Z 再世篇（エニル・エル）
- ハートフルシミュレーター PACHISLOT ToHeart2（柚原春夏）

2013年
- 真・ガンダム無双（エルピー・プル、プルツー）
- スーパーロボット大戦Operation Extend（ファンネリア・アム、エルピー・プル、プルツー）

2016年
- スーパーガンダムロワイヤル（エルピー・プル、プルツー）

2017年
- スーパーロボット大戦V（エルピー・プル、プルツー）

2018年
- スーパーロボット大戦X（エルピー・プル、プルツー）

2019年
- スーパーロボット大戦T（エルピー・プル、プルツー）

2021年
- スーパーロボット大戦30（ファンネリア・アム）

2024年
- モンスターストライク（エルピー・プル）

### ラジオドラマ
- 魔神英雄伝ワタル3・ぼくの虎王（美麻）
- 電脳天使コンパイラFX（プラズマ）
- 宇宙の騎士テッカマンブレードII（ナターシャ）
- マダラサーガ 幼稚園戦記まだら（ジャミラ・風姫）
- カームブレイカー（クックちゃん）
- 満月をさがして（めろこ・ユイ）
- アキハバラ電脳組ドラマシアター（豪徳寺じゅん）

### ドラマCD
- かかってきなさい!（貴堂まりも）
- 超幕末少年世紀タカマル ちゃんぽん王国国立ちゃんぽん学園大学芸会! 国をあげての大騒ぎ!でござる（タンバリンコ先生）
- 魔神英雄伝ワタル3 ぼくの虎王 第一章 約束のリンク（美麻）

### 吹き替え

#### 映画
- シティ・オブ・ジョイ[6]
- フル・コンタクト（モナ）[6]
- ホーム・アローン（トレイシー・マカリスター）
- マチネー/土曜の午後はキッスで始まる[6]
- ラスト・ボーイスカウト（ダリアン）

#### ドラマ
- 則天武后（賀蘭氏 / 蘭児）[6]
- タイムマシーンにお願い（ジェニー）
- フライング・ドクター[6]
- フレンズ（ケイティ）
- ベイウォッチ（チャーリー、フェザー）[6]

### 特撮
- 勝手に!カミタマン（ヨーコ〈俳優として出演〉、チョーチンの声、カブトムシの声、フランス人形の声）

### ラジオ
- 気分はハートビート（パーソナリティ）[6]
- サムズナイト（パーソナリティ）[6]
- 熱血電波倶楽部 The Rippleの幕末ナイト（パーソナリティ）[6]
- BSジャパン BSJラジオ（471ch）チャンネルガイド（ナレーター）[6]
- 本多知恵子と相橋愛子のみっくすぱれーど?-a’la carte For you -（パーソナリティ）[6]
- サイレントメビウス 由貴の誕生パーティ（HiBiKi Radio Station、2010年9月10日 - 2010年10月1日、全4回）[132]

### オリジナルビデオ・映画
- TOKYO CITY めるへん 3 チャンプ SHOUT編（1991年）恭子[110][133]
- サイレントメビウス外伝 幕末暗婦始末記（1993年）闇雲那魅[134]
- 犬刑事 INU-DEKA（1999年）隣の幼な妻[135]

### 人形劇
- あつまれ!じゃんけんぽん（ミーコ）

### テレビ番組
- 遊べよ、オトナ!（ナレーター）[6]
- バカの方の鈴木（ナレーター）[6]
- 月曜エンタぁテイメント（ナレーター）[136]

### 舞台
- 外は陽炎つむじ風 1984年10月 三百人劇場[137]
- うちゅうじん 1985年3月 代々木パオ ミナコ役[20][138]

### CMナレーション
- 銀座コア[35]
- 学研まなぶくん[35]
- ミスターミニット[35]
- ケンタッキーフライドチキン[35]
- 郵政省[35]
- ツムラ ボディシャンプー[35]
- 角川書店[139]
- あけぼのフーズ[139]
- 児玉別院心願寺[139]
- Pasco マミースポンジ クリスマスケーキ[139]
- 日本コカ・コーラ からだめぐり茶[139]
- 富士通ゼネラル ノクリア[139]
- 日本IBM HELP DESK教育[139]
- 小林製薬 消臭レンジャー、新ブルーレットおくだけ[139]
- Pzチャンネル[139]
- 電気事業連合会[139]

### CD-ROM
- セイコーエプソン・カラリオのチュートリアルCD-ROMキャラクター 彩ちゃん[15]
- 声優ROM 沢田愛美役 本多知恵子
- ペンで始める!おはなしおえかき
- オーリーのおえかきストーリー[139]
- ディーオー 美少女壁紙&ビデオクリップ集

### その他コンテンツ
- GTV（ソフィー、ナレーション）[35]
- GAME TV、GTV（バッテリー）
- 本多知恵子 VOICE ARTIST BOXコレクション（チエコ、歌）[110]
- 非売よしもと本物流（ナレーション）[139]
- 早見優のアメリカンキッズ（ナレーション）[35]
- 無責任艦長タイラー 電話サービス8585ダイヤル（パーソナリティ）[139]
- 金融広報中央委員会 ホシガリ姫の冒険（カトリーヌ姫）
- 東武ワールドスクウェアオリジナルキャラクター（舞夢 / マイム）
- 地下鉄こども探検隊 人・まち・環境にやさしい日本の地下鉄（サブくん）[140]

## ディスコグラフィ

### シングル
| #             | 発売日        | タイトル           | B面                                           | 規格          | 規格品番      |
| Kitty Records | Kitty Records | Kitty Records      | Kitty Records                                 | Kitty Records | Kitty Records |
| ------------- | ------------- | ------------------ | --------------------------------------------- | ------------- | ------------- |
| 1st           | 1992年4月15日 | Everything For You | Everything For You -MINUS LEAD VOCAL KARAOKE- | 8cmCD         | KTDR-2037     |

### アルバム

#### ミニアルバム
| #            | 発売日        | タイトル                                  | 形態         | 規格品番     |
| ユーメックス | ユーメックス  | ユーメックス                              | ユーメックス | ユーメックス |
| ------------ | ------------- | ----------------------------------------- | ------------ | ------------ |
| 1st          | 1990年3月28日 | KEEP UP YOUR WAY                          | CD           | TYDY-5129    |
| エアーズ     |               |                                           |              |              |
| 2nd          | 1996年2月21日 | SILENT MOBIUS character image album NAMIX | CD           | AYCM-503     |

#### ベストアルバム
| #          | 発売日        | タイトル   | 形態       | 規格品番   |
| メルダック | メルダック    | メルダック | メルダック | メルダック |
| ---------- | ------------- | ---------- | ---------- | ---------- |
| 1st        | 1995年4月21日 | MINI BEST  | CD         | MECH-18003 |

### その他
- サイレントメビウス（闇雲那魅）
- サイレントメビウス外伝 幕末闇婦始末記（闇雲那魅）
- 電脳少女歌劇団（闇雲那魅）[141]
- 宇宙一の無責任男シリーズ
  - 無責任艦長タイラー（アザリン）[142]
  - 厳冬惑星ホロシリの叛乱
- トリガーマン!（ミリアム）
- オペレーションMM 白魔の惑星（マリア）
- カルとブラの大冒険 夢みる帝司に御用心（ジーナ）[5]
- 重戦機エルガイム （ファンネリア・アム）
- 機動戦士ガンダム・オデッセイ（エルピー・プル、プルツー）
- 機動戦士ガンダムΖΖ 鏡の中のプル（エルピー・プル、プルツー）
- 赤い光弾ジリオン シークレット・ティ・パーティー（エイミ・ハリソン）
- 少女コミックCD おもちゃ箱'93（美朱〈ふしぎ遊戯〉）
- 聖伝-RG VEDA-（乾闥婆王）
- ああっ女神様っ 特典王（本田智恵子）
- 20面相におねがい!!
  - 20面相におねがい!! SHINING STAR（大川詠心[143]）
  - 20面相におねがい!! 恋ほど素敵なミュージカルはない（大川詠心[144]）
  - コミック・カセット・シリーズ 20面相におねがい!! （大川詠心[145]）
- 星くずパラダイス
  - 星くずパラダイス（美浦千里）
  - 星くずパラダイス2 〜宝船歌謡大全〜（美浦千里）
  - 星くずパラダイス STAR DUST MEMORY SERIES 4 悲しみロンド（美浦千里）
- 八神くんの家庭の事情
  - 八神くんの家庭の事情（八神野美）
  - 八神くんの家庭の事情 PART2（八神野美 / 女神ノミィ）
  - 八神くんの家庭の事情 PART3（八神野美 / ウルトラの母さん）
- あくまでラブコメ（奥村佳奈子）
- 虹の世紀シェラトーン（ミニー）[146]
- 吉岡平ワールド（美猫）[147]
- Landreaall
  - Landreaall（五十四）
  - Landreaall-2 アカデミー七不思議（五十四）
  - Landreaall-3 アカデミー芸術祭（五十四）
  - Landreaall 舞踏会へようこそ!（五十四）
- 僕のロミオ・僕のジュリエット（Hァン）[148]
- オムニバス・ラブ（飯野恵）[149]
- マヴァール年代記2 雪の帝冠（エフェミア）
- 被虐の荒野（ヴァレリィ）
- ななか6/17（氷室那由）
- バーヴェリアン四重奏（遠野京子）
- 魔討綺譚ZANKAN!（繭）
- STAY（奥範子[150]）